# Schinkenbegräbnis

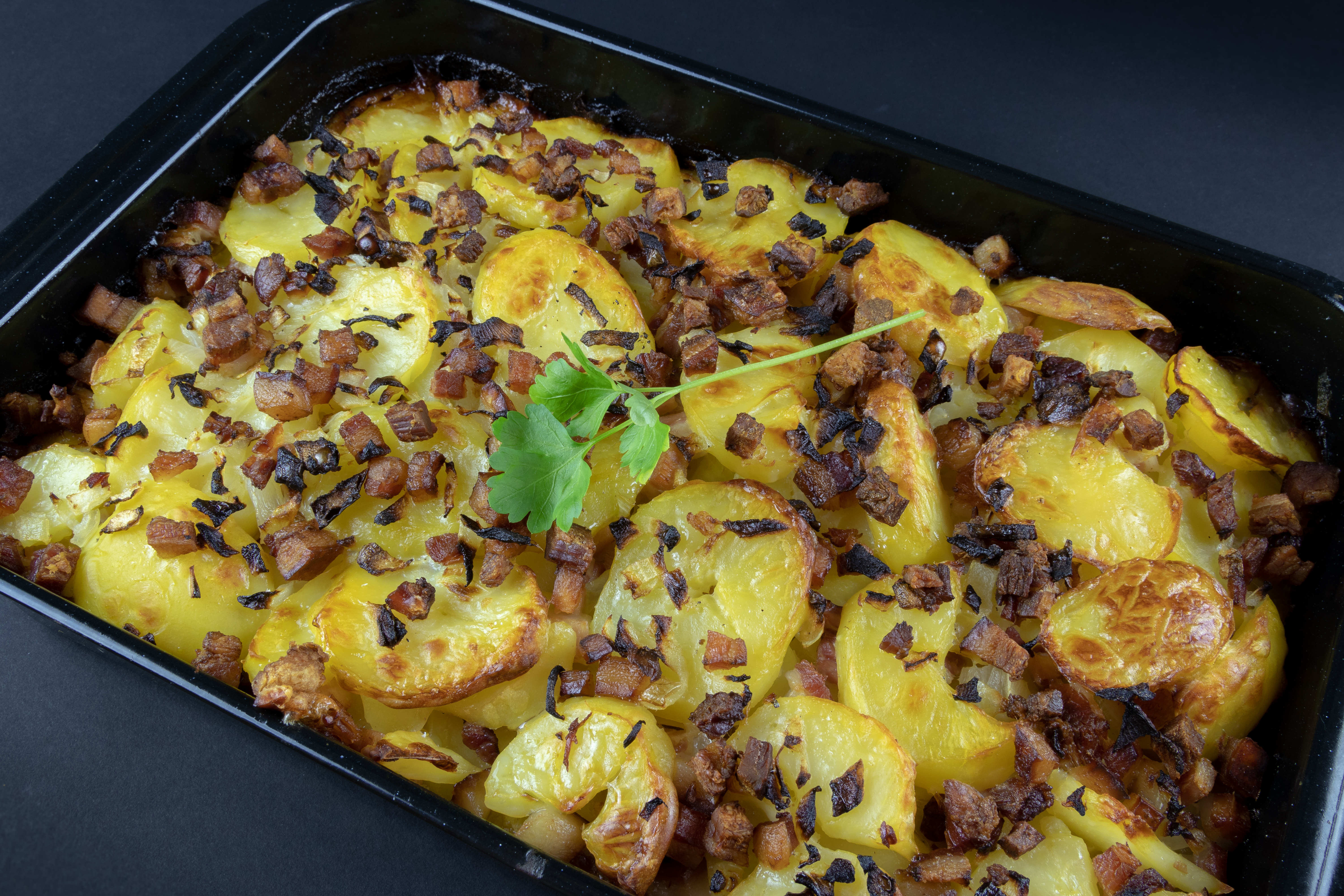
Schinkenbegräbnis mit Nutzung gewürfelten Schinkens

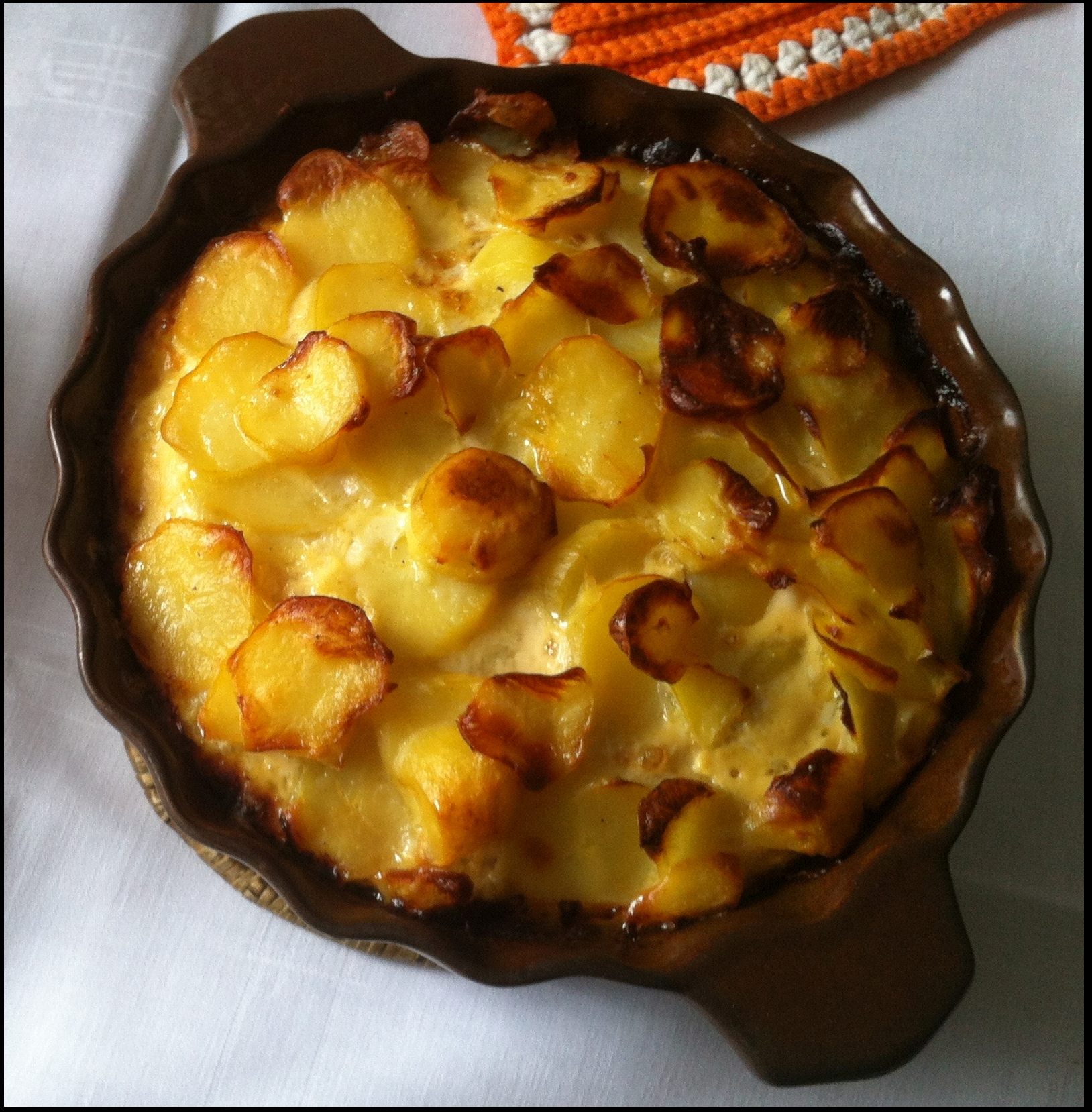
Schinkenbegräbnis mit Nutzung einer Schinkenfarce

Das Schinkenbegräbnis, seltener auch Schinkentod, ist ein klassisches Auflaufgericht der Westfälischen und Rheinischen Küche. Es handelt sich um einen Kartoffelauflauf oder auch einen Nudelauflauf (mit Fleckerl in Österreich) zur Resteverwertung, dem in der klassischen Form Knochenschinken- und Bauchspeckreste zugegeben werden.

## Zubereitung

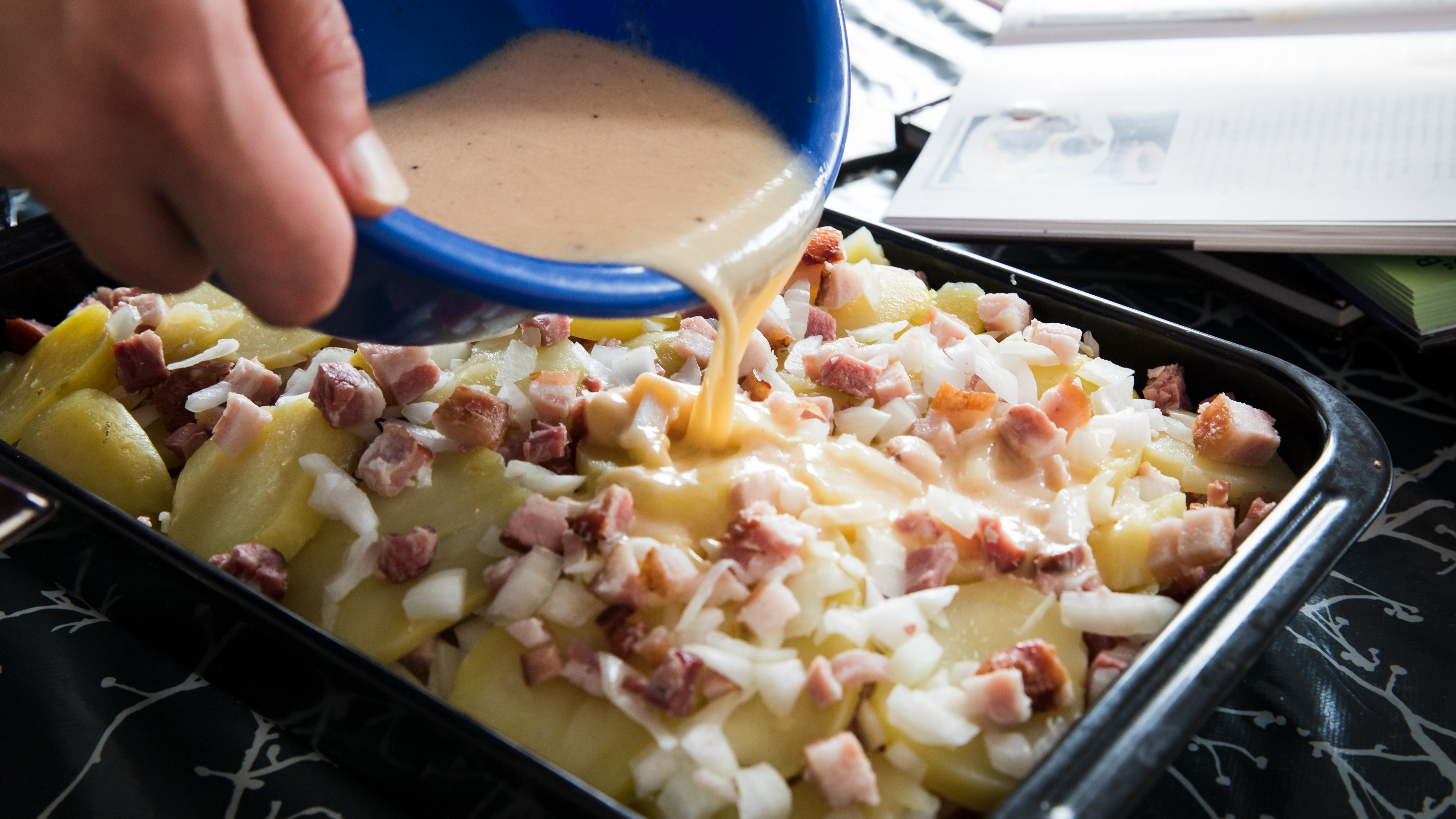
Schinkenbegräbnis, Zubereitung

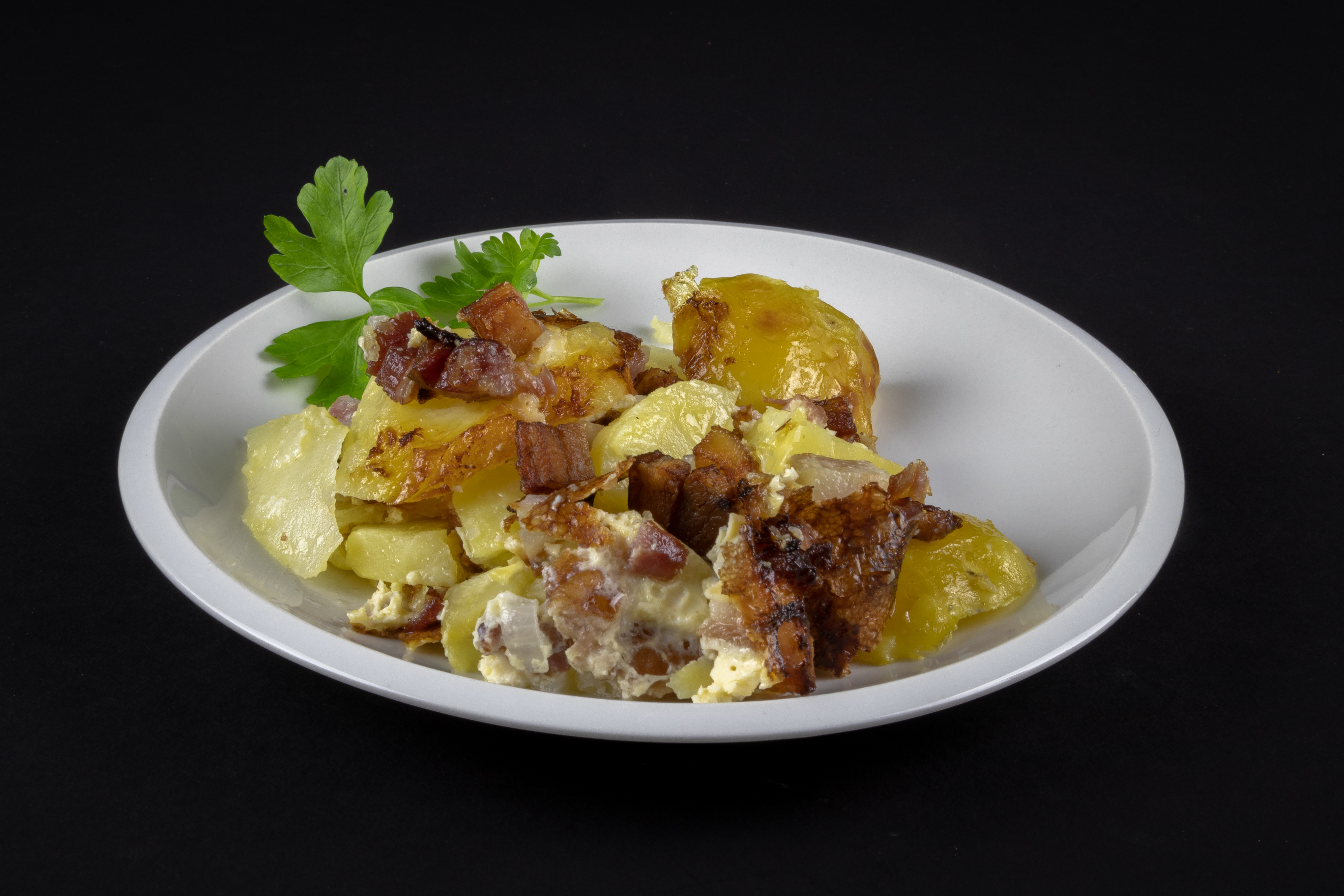
Schinkenbegräbnis

Für die Zubereitung des Auflaufs wird geräucherter oder gekochter Schinken sowie teilweise auch Bauch- und Schinkenspeck klein geschnitten und in Wasser gekocht, bis er gar ist. Die Schinkenbrühe wird dabei aufgefangen, um sie später dem Gericht wieder zuzugeben. Zwiebeln werden klein geschnitten und mit dem Schinken vermischt. Die Schinkenbrühe wird mit Sahne und Eiern vermischt und mit Salz und Pfeffer abgeschmeckt. Danach wird die Speck-Zwiebel-Mischung mit in Scheiben geschnittenen Pellkartoffeln in einer Auflaufform geschichtet und mit der Eier-Mischung übergossen. Abschließend wird Butter auf den Auflauf gegeben und er wird im Backofen gebacken.
Bei einer anderen Variante des Gerichts wird der gekochte Schinken mit einem Fleischwolf durchgedreht und die entstandene Farce wird mit den Kartoffeln geschichtet und mit einer Eier-Milch-Sauce übergossen. Durch das Faschieren nehmen die Kartoffeln den Schinkengeschmack stärker an.
Die Zutaten und die Zubereitung können regional und nach persönlichen Vorlieben variieren. Als Sommerversion ist ein Auflauf ohne Eier und Sahne beschrieben, bei der dem Auflauf frische Tomatenstücke zugegeben werden und die am Ende mit Basilikum belegt wird.
Im Fall eines klassischen Nudelauflaufs mit Schinken werden die Nudeln vorab gekocht und anschließend in Butter angebraten, dann mit einer Sauce aus angebratenen Zwiebeln, einer Mehlschwitze mit Fleischbrühe und Sahne sowie Parmesankäse gemischt und mit gekochtem oder geräucherten Schinken in einer Form geschichtet. Auf die oberste Schicht Nudeln wird etwas Parmesankäse, Butter und Semmelbrösel gegeben und der Auflauf wird im Backofen gratiniert.

## Namensherkunft und Kultur
Das Schinkenbegräbnis ist ein Rezept der westfälischen Küche und speziell der ost-westfälischen Küche. Es tauchte bereits unter diesem Namen in Kochbüchern des späten 19. und des beginnenden 20. Jahrhunderts auf. Ursprünglich wurde es als Gericht entwickelt, um wertvolle Schinkenreste vom Schinkenknochen zu verwerten, und entwickelte sich so zu einem klassischen Resteessen.
Das Schinkenbegräbnis fand auch literarisch Resonanz und tauchte in den Romanen Der Mädchenkrieg von Manfred Bieler aus dem Jahr 1979 sowie in Uli Brées Schwindelfrei auf.

## Belege
1. ↑  Lothar Bendel: Deutsche Regionalküche von A-Z: Mit Grundrezepten zum Nachkochen. Anaconda Verlag, 2013 (google books).
2. 1 2  Rita Mielke: „Das rheinische Herz schlägt in der Küche“. Koch und Küchentraditionen als Teil rheinischer Identität. In: Bernd Kortländer, Gunter E. Grimm, Joseph A. Kruse (Hrsg.): „Rheinisch“. Zum Selbstverständnis einer Region. Bd. 9 a der Schriftenreihe „Archiv–Bibliothek–Museum“ des Heinrich-Heine-Instituts Düsseldorf, Verlag J.B. Metzler/Springer Verlag 2001; S. 114, ISBN 978-3-476-01843-4.
3. 1 2 3 4 5  „Schinken-Begräbnis“ In: Ira Schneider: Ostwestfalen-Lippe, Küchenklassiker. Wartberg Verlag, 2015, S. 50. ISBN 978-3-8313-2475-0.
4. 1 2 3  „Schinkenreste mit Nudel (Schinkenbegräbniß)“ In: Sophie Wilhelmine Scheibler: Allgemeines deutsches Kochbuch für alle Stände. 21. Auflage, Leipzig 1874. (google books).
5. ↑  Heinz Dieter Pohl: Die österreichische Küchensprache: ein Lexikon der typisch österreichischen kulinarischen Besonderheiten (mit sprachwissenschaftlichen Erläuterungen). Praesens-Verlag, Wien 2007, ISBN 978-3-7069-0452-0, S. 128.
6. 1 2 3  „Schinkenbegräbnis“ In: Johanna Titus: Allerlei pikante Speisen: 300 erprobte Rezepte nebst Küchenzetteln für das zweite Frühstück und für Abendgesellschaften. E. Twietmeyer, 1903, S. 103.
7. ↑  „Schinkenbegräbnis“ In: Westfälische Küche. Honos Verlag, Köln o. J., S. 98. ISBN 3-8299-0615-3.